# Nathan Bitumazala
Nathan Bitumazala (Fontainebleau, 10 december 2002) is een Frans voetballer die bij voorkeur als vleugelverdediger speelt. Hij speelt bij KAS Eupen.

## Clubcarrière
Op 3 september 2020 tekende Bitumazala zijn eerste profcontract bij Paris Saint-Germain. Op 19 december 2021 vierde hij zijn profdebuut in het bekerduel tegen SC Feignies. Op 11 september 2021 debuteerde hij in de Ligue 1 tegen Clermont Foot.